# Marc Chagall

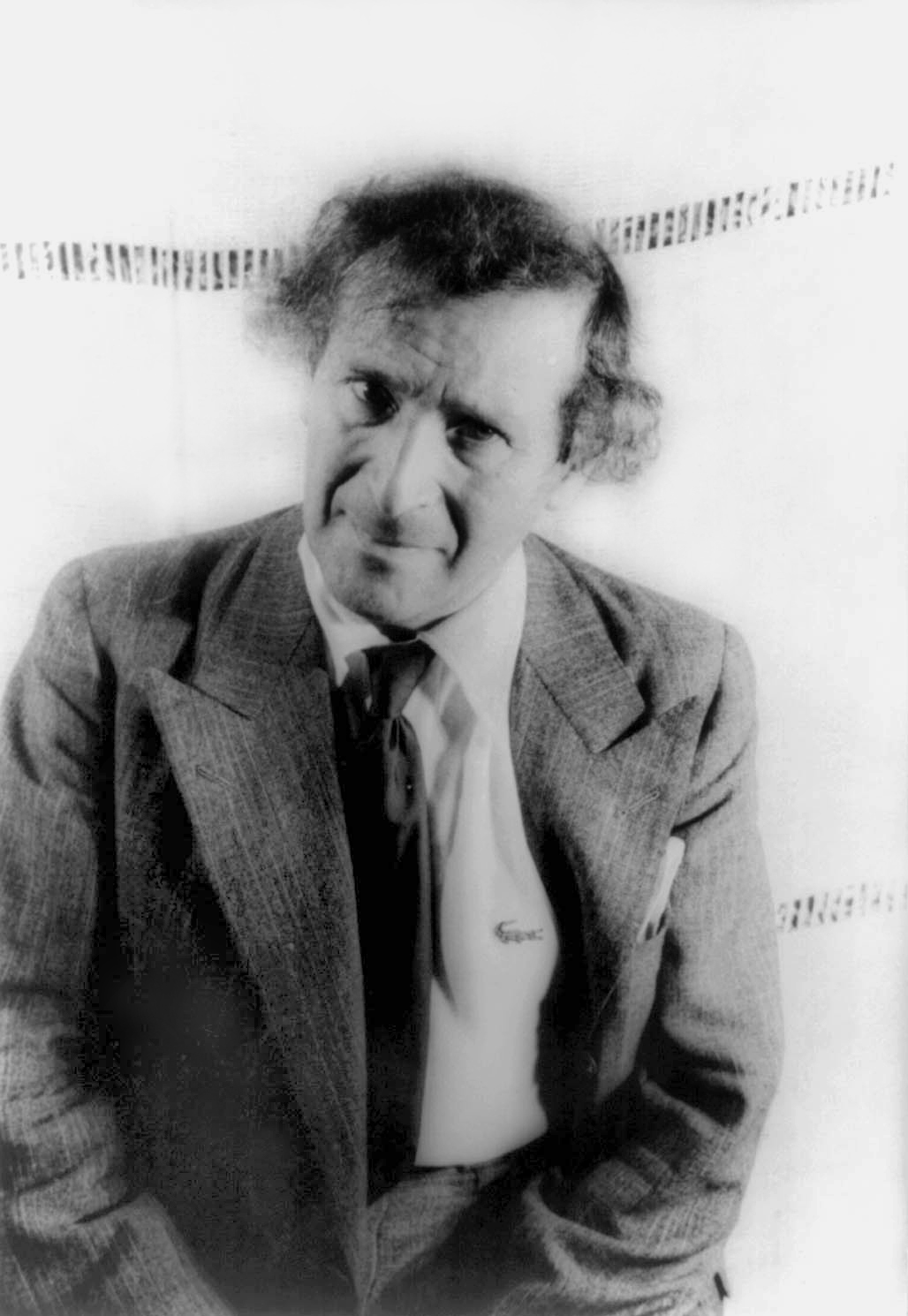
Marc Chagall im Juli 1941
(Fotografie von Carl van Vechten, aus der Van Vechten Collection der Library of Congress)

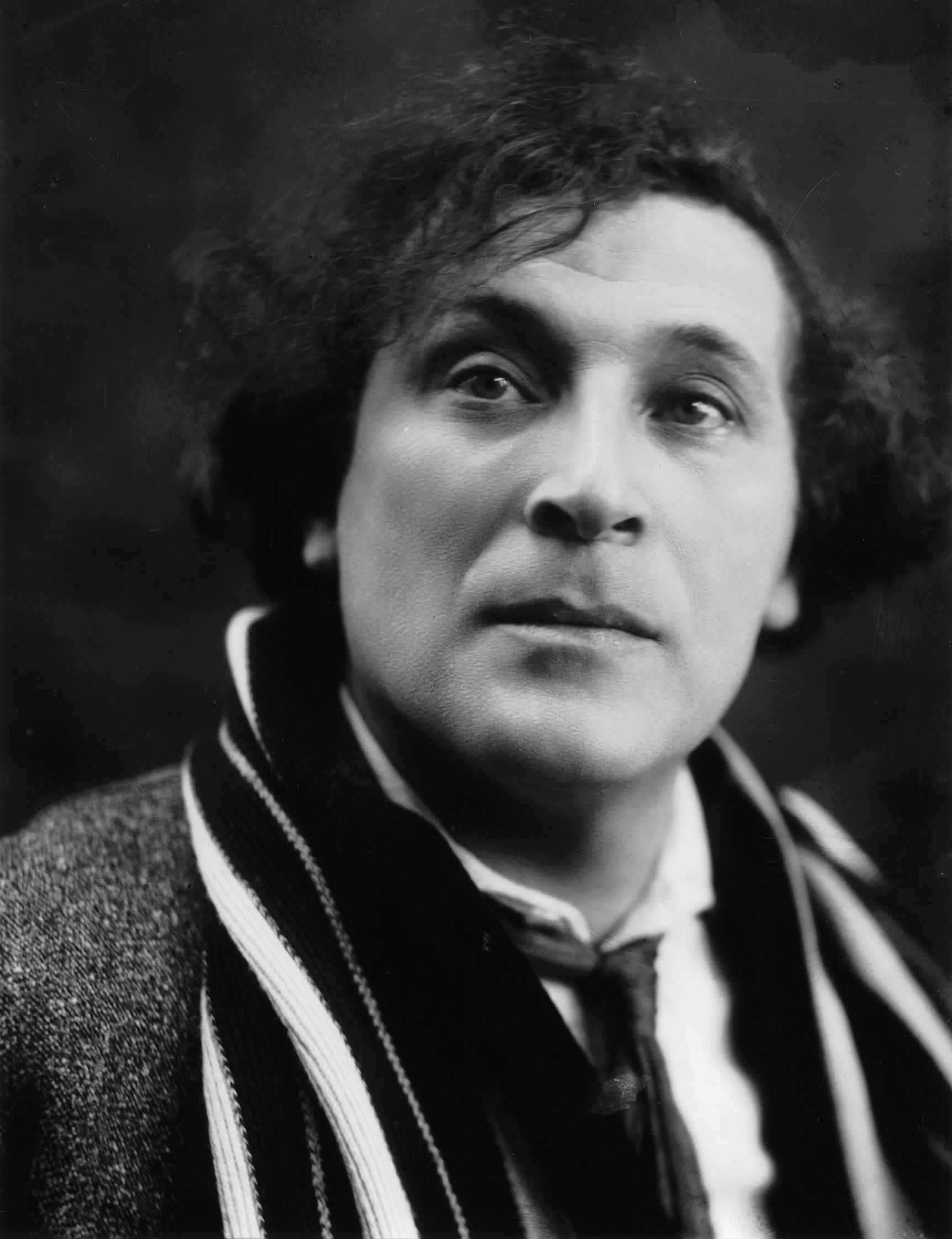
Marc Chagall in den 1920er Jahren, Foto: Pierre Choumoff

Marc Chagall (* 24. Junijul. / 6. Juli 1887greg. in Peskowatik, heute Stadtteil von Witebsk, Russisches Kaiserreich, heute Belarus; † 28. März 1985 in Saint-Paul-de-Vence, Frankreich) war ein russisch-französischer, jüdischer Maler.
Sein Geburtsname war Мойше Хацкелевич Шагал / Moische Chazkelewitsch Schagal.
Das familiäre Umfeld, sein Heimatort Witebsk und Motive aus der Bibel sowie aus dem Zirkus sind Hauptthemen seiner Bilder. Auch in seinen Mosaiken und in den von ihm gestalteten Fenstern und Theaterkulissen verwendete er die gleichen, stets wiederkehrenden Symbole. Chagall gilt als einer der bedeutendsten Maler des 20. Jahrhunderts. Er wird oft dem Expressionismus zugeordnet und als „Maler-Poet“ bezeichnet.

## Leben

### Anfänge – Witebsk und Sankt Petersburg
Chagall wurde am 24. Junijul. / 6. Juli 1887greg. als ältestes von neun Kindern einer armen orthodoxen jüdischen Arbeiterfamilie im Vorort Peskowatik, heute ein Stadtteil nördlich des Zentrums von Witebsk geboren. Witebsk hatte damals rund 50.000 Einwohner, von denen die Hälfte Juden waren. Sein Vater Sachar war Arbeiter in einem Heringsdepot, seine Mutter Feiga-Ita führte ein kleines Lebensmittelgeschäft. Nach dem Cheder in Witebsk besuchte Chagall, nachdem seine Mutter den Lehrer bestochen hatte, die städtische Schule, die normalerweise keine Juden aufnahm. Chagall sprach nun Russisch statt Jiddisch, nahm regelmäßig Gesangs- und Violinunterricht und begann zu zeichnen. 1906 schloss er die Gemeindeschule ab und wurde Schüler im Atelier des Malers Jehuda Pen. Pen hatte an der Petersburger Kunstakademie studiert und malte Porträts und Genrebilder im Stil der Jahrhundertwende. Chagall besorgte sich die für Juden erforderliche Aufenthaltsgenehmigung für Sankt Petersburg, um nach seiner Lehrzeit bei Jehuda Pen in der Hauptstadt eine gründliche Ausbildung zum Künstler zu erwerben.

„Mit meinen 27 Rubeln in der Tasche, den einzigen, die ich im Leben von meinem Vater für die Reise erhielt, verschwinde ich, immer noch rosig und voller Locken, nach Sankt Petersburg, begleitet von meinem Kameraden. Es ist entschieden.“

Im Winter 1906/07 zog er mit seinem Freund Viktor Mekler nach Sankt Petersburg, wo er die Aufnahmeprüfung für die Kunstakademie nicht bestand. Daraufhin begann er im Frühjahr 1907 gemeinsam mit Mekler eine Ausbildung an der von Nicholas Roerich geleiteten Schule der Kaiserlichen Gesellschaft zur Förderung der Künste. Im Juli 1908 verließ Chagall die Schule und ging für kurze Zeit an die Privatschule Saidenberg. In dieser Zeit malte er das berühmte schwarz-weiße Bild Der Tote, das oftmals ausgestellt wird.
Von 1908 bis 1910 besuchte Chagall die Schule von Jelisaweta Swanzewa, durch deren Leiter Léon Bakst er mit der neueren Malerei bekannt wurde. Während seiner Studienzeit bei Bakst fuhr Chagall oft nach Witebsk und lernte dort seine spätere Frau Bella Rosenfeld kennen.

### Aufenthalt in Paris
Mit dem Erlös aus dem Verkauf zweier Bilder und einem kleinen Stipendium seines Gönners Maxim Winawer reiste Chagall im September 1910 nach Paris, wo er sich neue Anregungen für seine Kunst versprach, und bezog sein erstes eigenes Atelier in der Impasse du Maine (heute Rue Antoine Bourdelle), in der Nähe des Gare Montparnasse.

„Paris! Für mich gab es kein schöneres Wort.“

Er hoffte auf Unterstützung durch die dort lebenden russischen Künstler. Die russische Kunstszene hatte in Paris – mehr als im eigenen Land – zu dieser Zeit eine große Resonanz erfahren. „Nur die Entfernung, die zwischen Paris und meiner Heimatstadt liegt, hat mich abgehalten, sofort wieder zurückzukehren“, beklagte sich Chagall über die neuen Lebensumstände, mit denen er zunächst nicht zurechtkam. Später nannte er Paris jedoch sein „zweites Witebsk“.

„Damals hatte ich erkannt, dass ich nach Paris gehen musste. Die Erde, die die Wurzeln meiner Kunst genährt hatte, war Witebsk; aber meine Kunst brauchte Paris so nötig wie ein Baum das Wasser. Ich hatte keinen anderen Grund, meine Heimat zu verlassen, und ich glaube, ihr in meiner Malerei immer treu geblieben zu sein.“

Chagall begann mit Aktstudien wie beispielsweise Liegender weiblicher Akt (1910) und Roter Akt (1911). Gelegentlich besuchte er den Abendakt in Privatakademien, unter anderem bei sogenannten Modernisten wie Henri Le Fauconnier.

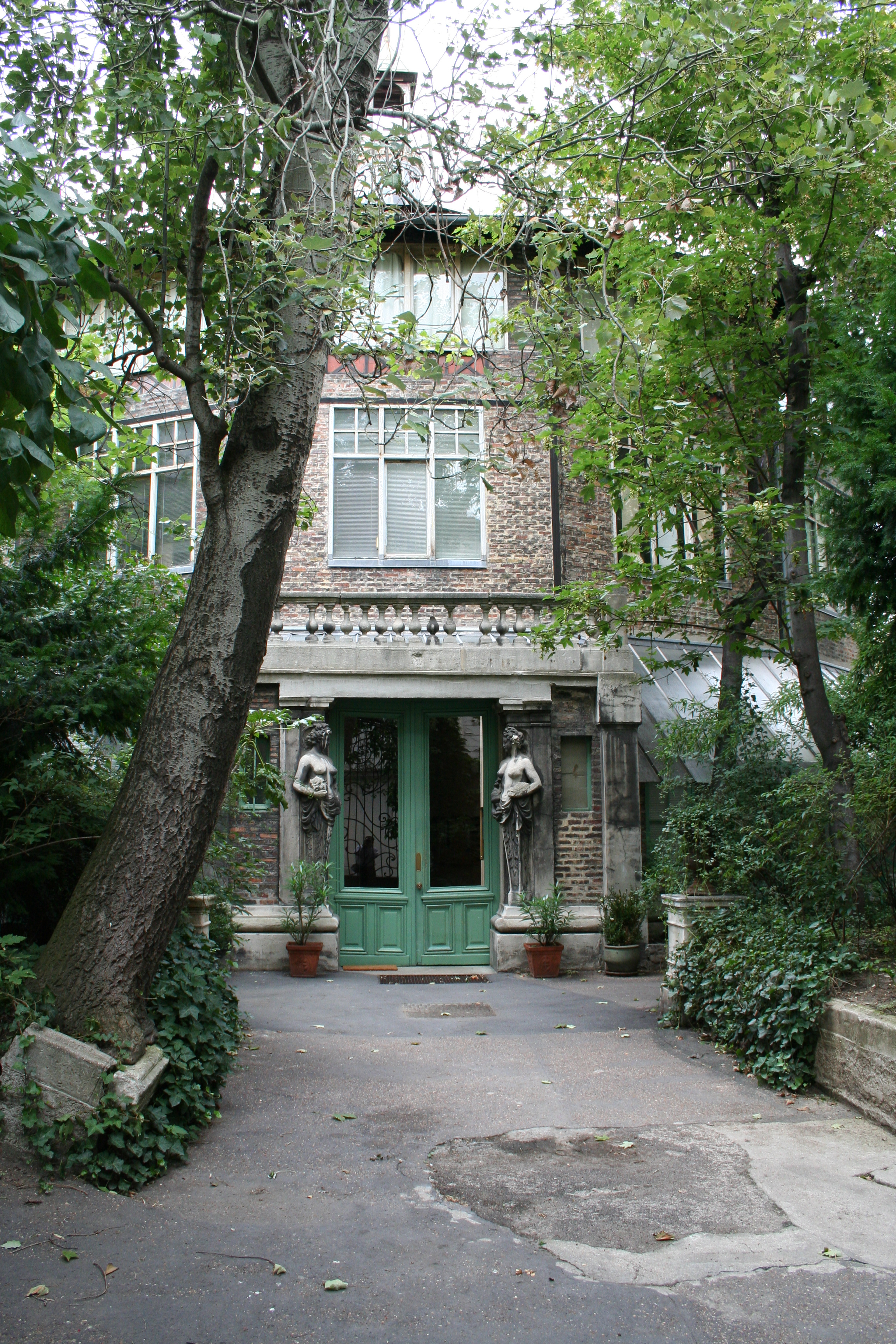
Eingang zur Künstlersiedlung La Ruche

Im Winter 1911/1912 zog Chagall in ein neues, größeres Atelier, genannt La Ruche (Der Bienenkorb), eine 1902 vom Bildhauer Alfred Boucher gegründete Künstlersiedlung im 15. Arrondissement. Dort befand er sich inmitten der internationalen Bohème von Paris. Er begegnete den Avantgardisten des Montparnasse wie den Dichtern Guillaume Apollinaire, Max Jacob, Blaise Cendrars und den Malern Robert Delaunay, Albert Gleizes, Fernand Léger und Amedeo Modigliani. Mit Apollinaire, Cendrars, Delaunay und Léger verband ihn bald eine besondere Freundschaft. Im neuen Atelier konnte Chagall sich auch größeren Bildformaten zuwenden. Die dortigen Maler und Dichter nannten Chagall le poète („der Dichter“).
Chagall liebte das Licht in Paris, das der französischen Hauptstadt den Beinamen la ville lumière („die Lichtstadt“) gab, er nannte es sogar la lumière-liberté („das Licht der Freiheit“), denn mit Paris und dem Eiffelturm, seinem Wahrzeichen, verband der aus dem zaristischen Russland stammende Künstler die Idee der Freiheit, was er später durch den in seinen Bildern oft verwendeten Eiffelturm ausdrückte.
Chagall lebte allein und besuchte tagsüber Galerien und Museen, wo er erstmals die Original-Gemälde von Gauguin, Van Gogh und anderen bekannten Künstlern sah. Besonderen Eindruck machten auf ihn die Arbeiten von Matisse im Herbstsalon des Louvre. Wenn er spät abends von seinen Spaziergängen mit den Eindrücken von Paris und den besuchten Galerien und Museen in sein Atelier zurückkehrte, malte er die Tageserlebnisse, wobei er seiner Phantasie freien Lauf ließ.
Kurz nach dem Einzug in sein Atelier im La Ruche nahm Chagall am Salon des Indépendants und dem Salon d’Automne teil, wo er in das Zentrum der französischen Kunst von 1910 eindrang. Im Salon sah er erstmals die explosiven Farben der Fauvisten und die ihm abstrakt scheinende Konstruktionsweise der Kubisten. Von der befreiend revolutionären Reichweite des Fauvismus war Chagall nahezu überwältigt. Später schrieb er in seiner Autobiografie Mein Leben: „Hier trat ich voll ein […] keine Akademie hätte mir all dies geben können, was ich entdeckte, als ich mich in die Ausstellungen von Paris, in die Schaufenster der Galerien, in seine Museen verbiss.“ Er sah in den freien Farben, den Deformationen und den vom inneren Vorstellungsbild beeinträchtigten Formen fürs Erste die grenzenlose Freiheit.
Erste Versuche mit dem Kubismus sind in Chagalls Bild Intérieur II (1911) festzustellen; eine erste eigene, zeitgemäßere Form entwickelte er jedoch erst mit Meiner Braut gewidmet (1911), dessen sexuelles Bildmotiv, das als pornografisch erachtet wurde, dazu führte, dass der Künstler es erst 1912 auf dem Pariser Frühjahrssalon ausstellen konnte. Für Chagall war der Kubismus die „Sprache, in welcher sich die Magie der Welt ausdrücken ließ“. Chagall fand seinen Zugang zum Kubismus, anders als zeitgenössische Kollegen, nicht über Picasso, sondern über Robert Delaunay. Der Paroxysmus der Farben der Kubisten war es auch, der Chagall ermutigte, sich seiner explosiven Phantasie zu überlassen.
Viele der in dieser Periode entstandenen Bilder datierte Chagall später, wie heute bekannt ist, mit einer falschen Jahreszahl. So wurde etwa Ich und das Dorf auf 1911 datiert, obwohl es schon im La Ruche gemalt worden war. Der wichtigste Gefährte in den Pariser Jahren war der Dichter Blaise Cendrars, aus dessen Feder die Titel Ich und das Dorf, Meiner Braut gewidmet sowie Russland, den Eseln und den anderen stammten. Bei Literaten wie Cendrars fand Chagall Anerkennung und Bestätigung für seine Arbeit, da er – außer für einige Grafiken – in dieser Zeit noch keine Käufer für seine Bilder gefunden hatte. So war es dann Apollinaire, der die Bildwelten Chagalls, die sich trotz der Nähe zum Kubismus davon abgrenzten, den Namen surnaturel („übernatürlich“) gab. Später nannte Apollinaire sie dann surreal.

„Ich erinnere mich an den ersten Besuch von Apollinaire in meinem Atelier im Jahre 1912. Vor meinen Bildern aus der Zeit von 1908 bis 1912 gebrauchte er das Wort ‚surnaturalisme‘. Ich konnte nicht ahnen, dass 15 Jahre später die surrealistische Bewegung kommen würde.“

Chagall sah und entdeckte in Paris für sich Gouache – die Technik der mit Wasser angesetzten Deckfarbe auf Papier – und setzte diese nun als sein bevorzugtes Ausdrucksmittel ein. Sie ermöglichte ihm ohne Weiteres, seine spontanen Improvisationen zu malen, da das Material nicht teuer war. Während seiner vier Jahre in Paris malte Chagall Hunderte von Gouachen. Nur wenn er von vornherein ein greifbares Ergebnis erwartete, verwendete er Leinwände. Er malte kaum mehr als vierzig Leinwände, die er durch die Malereien mit Gouache vorbereitete. Chagall hatte sich die neuen französischen Malverfahren angeeignet, aber diese für sich verändert bzw. angepasst, damit sie seiner malerischen Phantasie halfen, seine Erinnerungen umzusetzen.

„Chagall ist ein sehr begabter Kolorist und gibt sich allem hin, wozu seine mystische und heidnische Imagination ihn treibt: Seine Kunst ist sehr sinnlich.“

1913 lernte Chagall über Apollinaire den Berliner Kunsthändler Herwarth Walden kennen und nahm noch im selben Jahr am ersten Herbstsalon in Berlin teil. Nach drei Jahren verließ er zum ersten Mal Frankreich. Walden war ein Mentor des Expressionismus und Herausgeber des Sturm, einer deutschen Zeitschrift für avantgardistische Kunst. Im Frühjahr 1914 organisierte Walden auf Fürsprache Apollinaires in seiner Berliner Galerie Der Sturm Chagalls erste Einzelausstellung, die dieser als Chance für einen internationalen Durchbruch betrachtete. Er reiste zur Vernissage nach Berlin.

### Russland – Erster Weltkrieg und russische Revolution

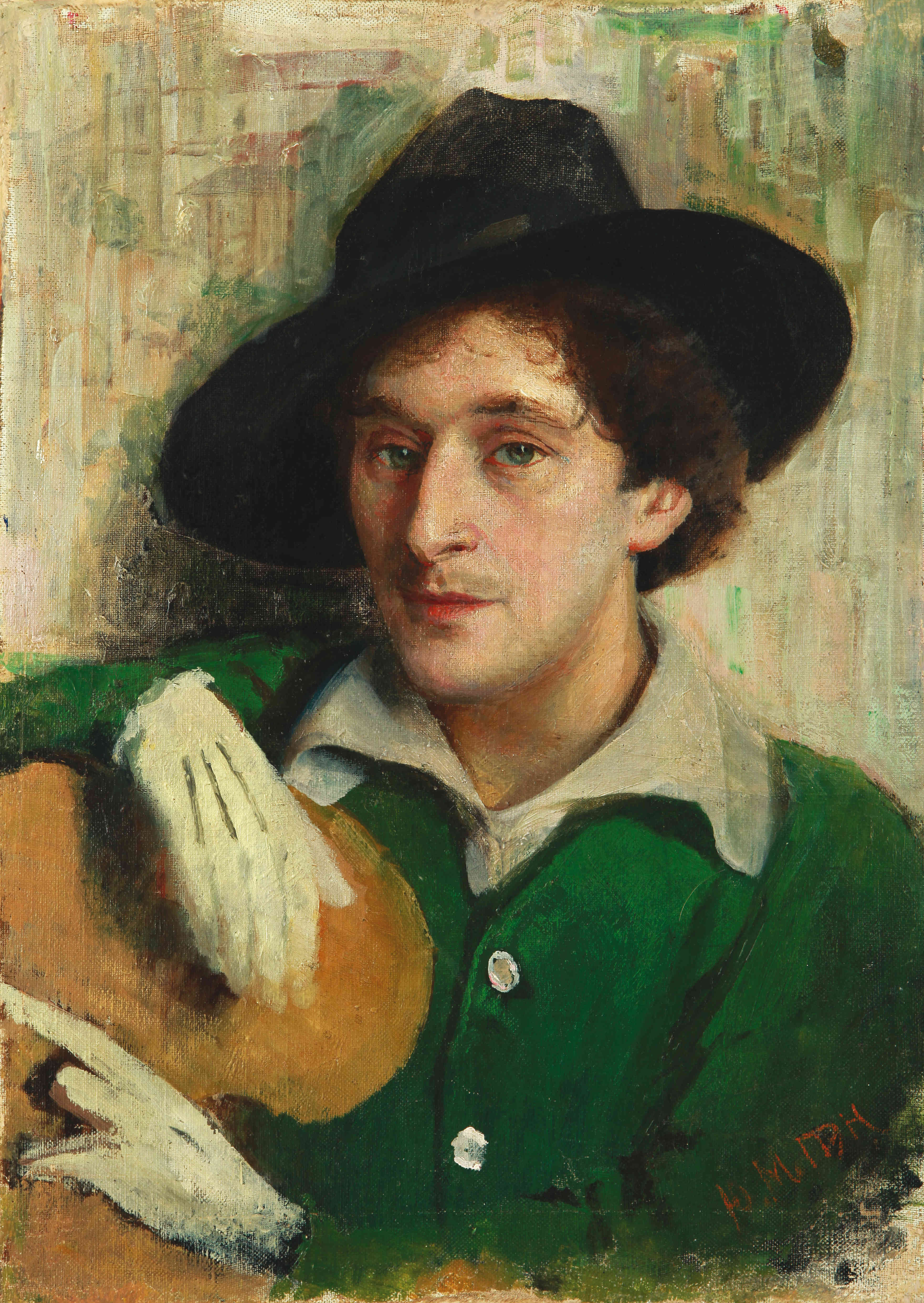
Jehuda Pen: Portrait Marc Chagall, 1915. Pen war sein erster Lehrer in Witebsk.

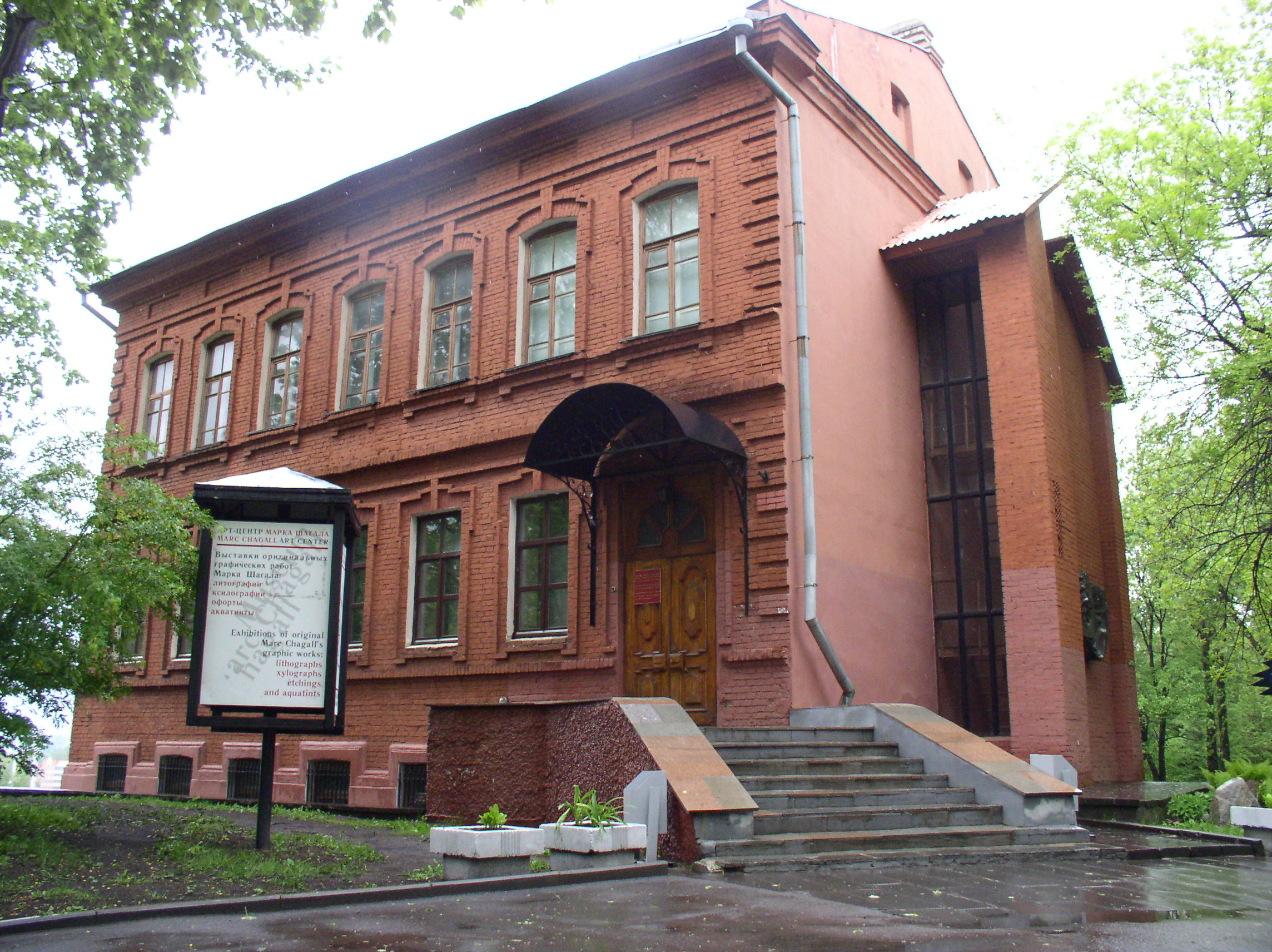
Das Kunstzentrum „Marc Chagall“ in Witebsk

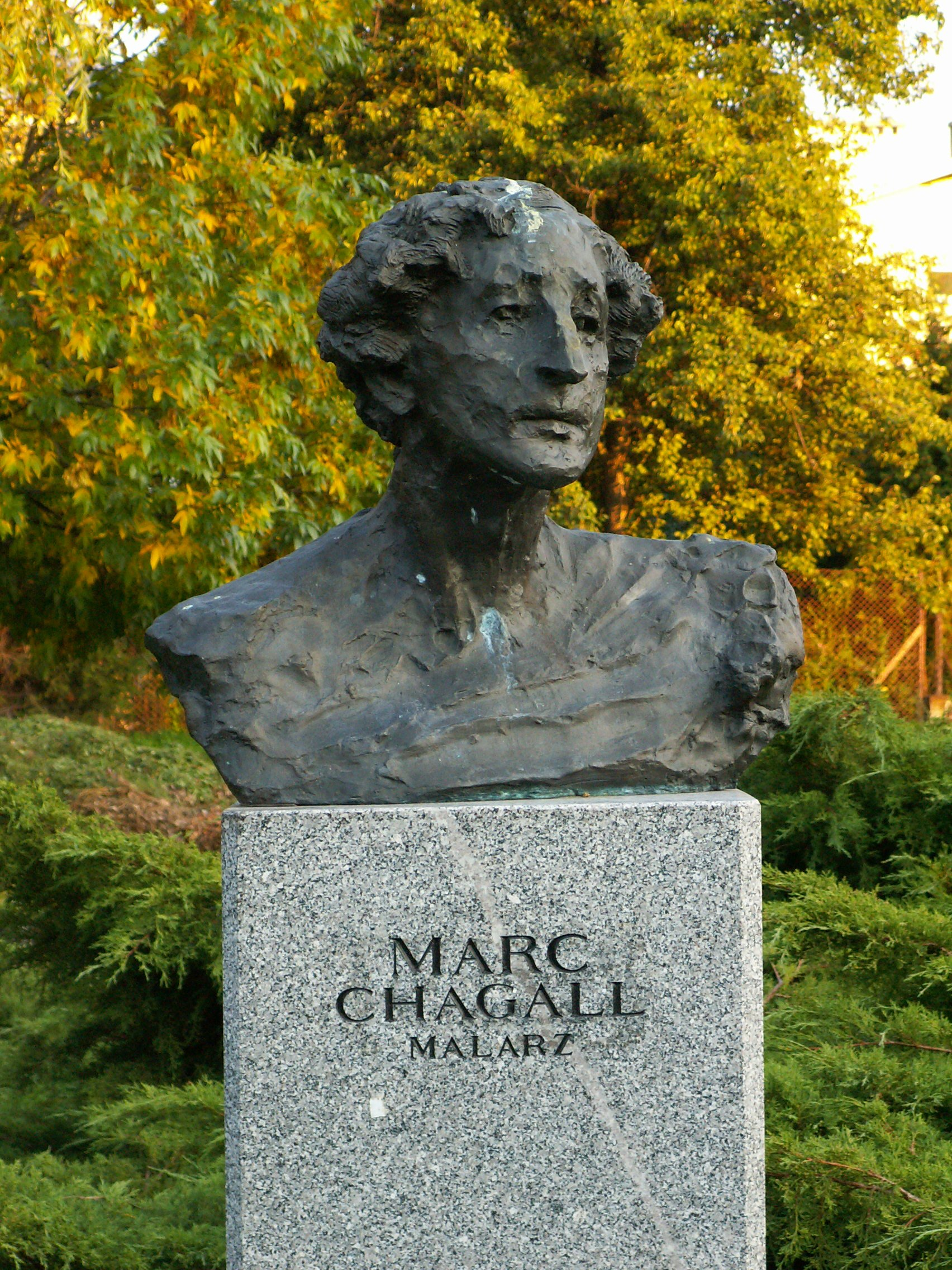
Büste von Marc Chagall in Kielce, Polen

Schon auf dem Weg zur Vernissage nach Berlin hatte Chagall die Absicht, seiner Familie, seiner Schwester, die bald ihren Geburtstag feiern sollte, und seiner Verlobten Bella Rosenfeld in Witebsk einen Besuch abzustatten. Chagall reiste deshalb nach Beendigung der Ausstellung am 13. Juni 1914 nach Russland. Während seines Aufenthaltes in Witebsk, der eigentlich nur für wenige Wochen geplant war, brach Ende Juli der Erste Weltkrieg aus, wodurch die Grenze geschlossen und eine baldige Rückkehr nach Paris unmöglich wurde. Am 25. Juli 1915 heiratete Chagall Bella Rosenfeld in Witebsk, gegen die Bedenken seiner Schwiegereltern.

„Sie brachte mir morgens und abends liebliche hausgebackene Kuchen ins Atelier, gebackenen Fisch, gekochte Milch, bunte Stoffe und sogar Bretter, die mir als Staffelei dienten. Ich öffnete nur mein Fenster, und schon strömten Himmelblau, Liebe und Blumen mit ihr herein. Ganz weiß gekleidet oder ganz in Schwarz, geistert sie lange schon durch meine Bilder, als Leitbild meiner Kunst.“

Im Herbst 1915 musste das Ehepaar Chagall nach Petersburg umsiedeln (das inzwischen Petrograd hieß), wo 1916 die Tochter Ida geboren wurde. Um dem Militärdienst zu entgehen, arbeitete Chagall in einer Dienststelle für Kriegswirtschaft bei seinem Schwager Jakov Rosenfeld. In Petrograd kam Chagall den neuen Tendenzen der Kunst in Russland näher. So griff er den Primitivismus von Natalia Gontscharowa und Michail Larionow auf, der seiner Bildauffassung nicht unähnlich war. Im November 1916 reiste er nach Moskau, um eine weitere Ausstellung zu eröffnen. Während der Zeit in Petrograd reiste Chagall, wenn es ihm möglich war, zurück nach Witebsk, um seine Familie zu besuchen. Chagall malte zu dieser Zeit überwiegend Bilder der ihn umgebenden Wirklichkeit, da ihn die Ereignisse des Weltkrieges prägten und seiner malerischen Phantasie beraubten, die er in Paris zurückgelassen zu haben schien. Die in Witebsk stationierten Soldaten, seine Familie, die Straßenszenen und die Landschaft um Witebsk lieferten ihm die Motive.
Nachhaltig prägend für Chagalls Leben war nach seinen eigenen Angaben die Februarrevolution 1917, die er in Petrograd, dem Zentrum der Ereignisse, miterlebte.
Als die Oktoberrevolution ausbrach, kehrte der Künstler mit Frau und Tochter nach Witebsk zurück. Da Chagall von der Revolution begeistert war, versuchte er selbst am revolutionären Umbruch in Russland mitzuwirken. Er entwarf die Konzeption einer Kunstschule in Witebsk, die von dem von Lenin zum Leiter des Kulturministeriums bestimmten Anatoli Wassiljewitsch Lunatscharski gebilligt wurde, den Chagall in Paris kennengelernt hatte. Dieser ernannte ihn am 12. September 1918 zum Kommissar für die Schönen Künste im Gouvernement Witebsk. Daraufhin gründete Chagall 1919 die Witebsker Kunstschule, übernahm sogleich deren Leitung und erteilte Kunstunterricht. Es gelang ihm, Künstler der russischen Avantgarde wie Kasimir Malewitsch, El Lissitzky und Iwan Albertowitsch Puni zu berufen. Dawid Jakerson leitete das Bildhauer-Atelier. Da Witebsk von den Hungersnöten in Russland weitgehend verschont blieb, kamen immer mehr Künstler an die Kunstakademie und wurden von Chagall als Lehrkräfte eingestellt.
Chagall organisierte im Rahmen seines neuen Amtes als Kommissar für die Schönen Künste im Gouvernement Witebsk Ausstellungen und Festlichkeiten und sorgte für die Neu- und Wiedereröffnung von Museen. In den Monaten April bis Juni 1919 nahm Chagall an der „Ersten Staatlichen Ausstellung revolutionärer Kunst“ im ehemaligen Winterpalais in Petrograd teil. Die sowjetrussische Regierung erwarb zwölf seiner Bilder.
Nachdem es zwischen ihm und Malewitsch immer wieder Streitigkeiten gegeben hatte, trat Chagall 1920 von der Leitung der Kunstakademie zurück. Zur damaligen Zeit gab es einen Richtungskampf um die zukünftige Kunst, bei welchem Malewitsch durch das Bild Schwarzes Quadrat auf weißem Grund zu einem der führenden Köpfe dieses Kampfes wurde. Malewitsch propagierte seine Kunst als „reine Malerei“, was sich mit Chagalls Auffassung nicht vereinbaren ließ. Chagall verließ mit seiner Familie Witebsk im Mai desselben Jahres in Richtung Moskau, wo die Familie in Armut leben musste. In dieser Zeit entwarf Chagall Wandbilder, Dekorationen und Kostüme für das „Jüdische Theater“ in Moskau. Die staatliche Nachfrage nach seinen Arbeiten ließ in dieser Periode stark nach, da sie nicht mehr in die offizielle Ideologie von Kunst und Künstler passten. Zu dieser Zeit wurden die Künstler nach ihrer politischen Brauchbarkeit klassifiziert; in dieser Klassifizierung landete Chagall ziemlich weit unten, da Malewitsch für sie verantwortlich war und er nicht viel von Chagall hielt.
1921 betätigte sich Chagall als Zeichenlehrer in der Kriegswaisenkolonie in Malachowka bei Moskau. Noch im selben Jahr begann er mit der Niederschrift seiner Autobiographie Mein Leben, in der er unter anderem die Missachtung seiner künstlerischen Individualität durch den Staat kritisierte.
Ein Jahr später verließ Chagall mit seiner Familie Russland in Richtung Berlin, um dort an seine Aufbruchszeit anzuknüpfen und sich mit dem Erlös seiner dort zurückgelassenen Bilder finanziell abzusichern. Gründe für die Ausreise waren neben seinen finanziellen Problemen die mangelnden Zukunftsaussichten. Wie zahlreiche Intellektuelle sah er seine Arbeit – seit Lenins Befehl zur Säuberung des Landes von „antisowjetischem“ Geist – durch behördliche Drangsalierung gefährdet. Die Ausreisepässe besorgte ihm und seiner Familie sein Freund Lunatscharski. Die Erste Russische Kunstausstellung Berlin 1922 zeigte seine Gemälde Straßenkehrer, Verwunderer, Die Hausfrau, Aquarelle Liegende Frau und Haus sowie eine Reihe von Theater-Entwürfen: Verwundeter, Mann mit Ziege, Sitzender Mann, Alter Mann und Zwei Köpfe.

### Aufbruch – Berlin, Paris und Frankreich

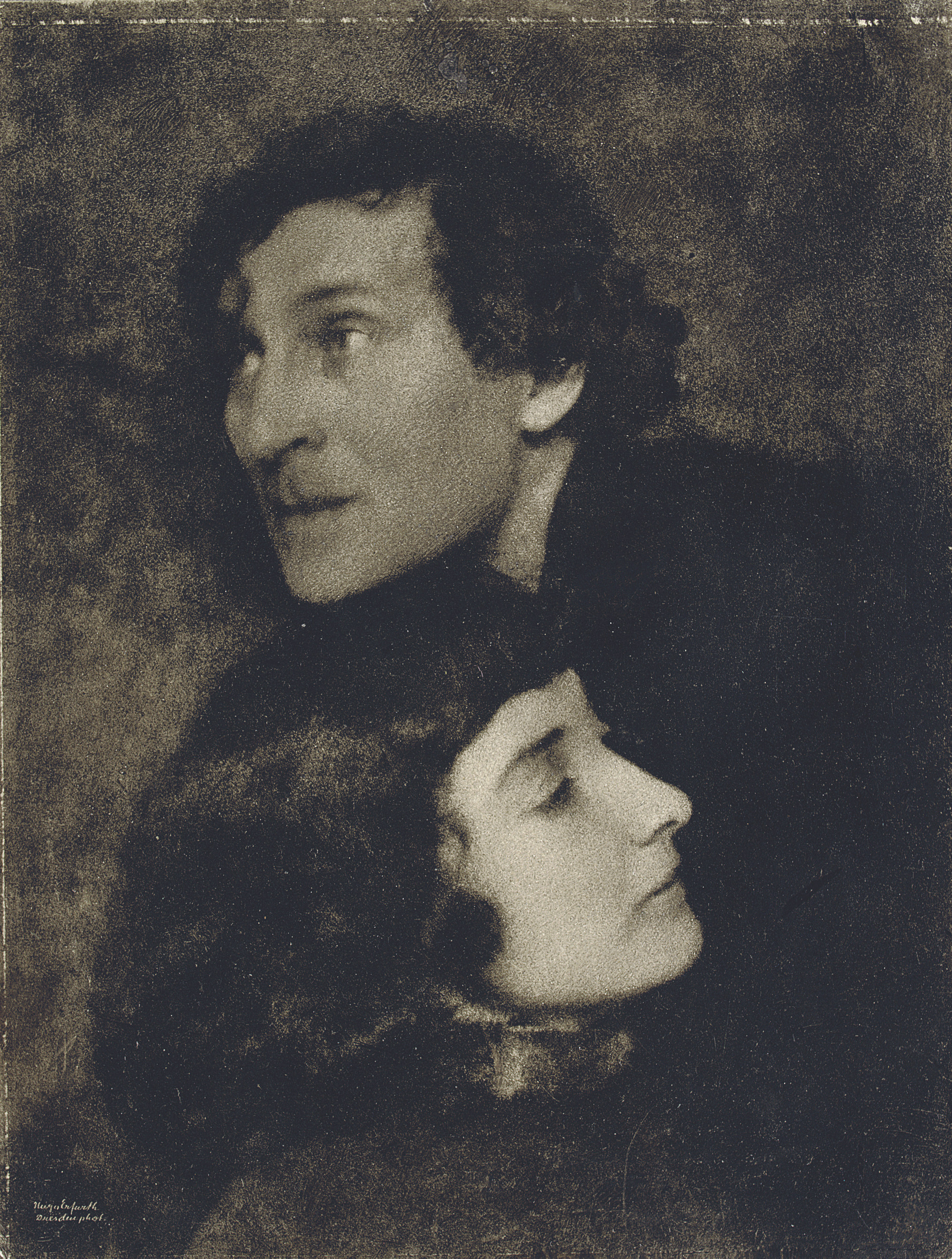
Marc und Bella Chagall, 1923 (Fotografie von Hugo Erfurth)

Als Chagall im Sommer 1922 in Berlin ankam, besuchte er Walden, der in der Zwischenzeit seine zurückgelassenen Bilder verkauft und das erlöste Geld auf ein Konto einbezahlt hatte. Das Guthaben war jedoch durch die Inflation in Deutschland wertlos geworden. Chagall klagte vor Gericht auf Rückgabe von 150 Bildern. Als Entschädigung für seine beim Kriegsausbruch zurückgebliebenen Bilder kaufte das Gericht einige davon für ihn zurück. In Berlin lernte Chagall auch die lokal bekannte Gesellschaftsfotografin Frieda Riess kennen. Deren Atelier war bekannt für exklusive Treffen der Berliner High Society.
Noch im selben Jahr begann Chagall im Auftrag des Berliner Kunsthändlers Paul Cassirer Radierungen zu einer Buchausgabe von Mein Leben. Am 1. September 1923 siedelte Chagall mit seiner Familie nach Paris über, indem er der Aufforderung seines Freundes Blaise Cendrars folgte, der zu ihm sagte: „Komm zurück, du bist berühmt und Vollard erwartet dich!“ Er wurde von dem Pariser Verleger Ambroise Vollard, einem Mentor der Kubisten und väterlichen Freund Picassos, den Chagall durch Cendrars kennengelernt hatte, beauftragt, Die toten Seelen von Nikolai Gogol zu illustrieren. 96 Radierungen zu dieser Ausgabe, die indes erst 1948 erschien, schuf Chagall bis 1927.
Es begann nun eine sehr produktive Periode, in der Chagall seine durch den Krieg verlorenen Bilder nach Reproduktionen oder aus seinen Erinnerungen nachmalte. Er wollte damit nicht nur seine finanziellen Verluste ausgleichen, sondern auch seiner Vorstellung gerecht werden, dass seine Bilder „immer ein Stück seines künstlerischen Ich“ seien. So malte er in den darauffolgenden Jahren die meisten seiner Bilder ein zweites Mal.
Im Sommer 1924 reiste Chagall in die Bretagne, wo er die Schönheit der dortigen Landschaft entdeckte. Im selben Jahr zog Chagall mit seiner Familie in ein Appartement an der Avenue d’Orléans, in welchem Jahre zuvor schon Lenin gewohnt hatte. In Paris veranstaltete der Künstler seine erste Retrospektive.
Vollard beauftragte Chagall 1925 mit der Illustration für die Fabeln von Jean de La Fontaine. An seiner ersten Ausstellung in New York 1926 nahm er nicht teil. Im selben Jahr griff er mit seinem Bild Drei Akrobaten erstmals ein Zirkusmotiv auf, betört vom Zusammenspiel von Tanz, Theater und Musik. Eine Mappe mit einer Sammlung von Gouachen, die Chagall 1927 im Auftrag von Vollard anfertigte, wurde Cirque Vollard genannt. Von 1928 bis 1931 war Chagall mit den Radierungen zu den Fabeln von La Fontaine beschäftigt. Auf der Großen Berliner Kunstausstellung 1929 war er mit zwei Werken vertreten.
Ein Vertrag mit dem Kunsthändler Bernheim befreite Chagall und seine Familie von allen finanziellen Sorgen – die Familie zog in eine Villa um und konnte sich Reisen nach Südfrankreich leisten; außerdem reiste man in die Auvergne und nach Savoyen.
Nachdem Vollard Chagall 1930 vorgeschlagen hatte, Illustrationen zur Bibel anzufertigen, reiste dieser 1931 nach Palästina, um sich vor Ort mit den Landschaften der biblischen Welt vertraut zu machen. Insgesamt arbeitete Chagall von 1931 bis 1939 und von 1952 bis 1956 an den Bibel-Motiven.

„Ich kam nach Palästina, um gewisse Vorstellungen zu überprüfen, ohne Fotoapparat, sogar ohne Pinsel. Keine Dokumente, keine Touristeneindrücke, und trotzdem bin ich froh, dort gewesen zu sein. Von weit her strömten sie zur Klagemauer, bärtige Juden in gelben, blauen, roten Gewändern und mit Pelzmützen. Nirgendwo sieht man so viel Verzweifelung und so viel Freude; nirgends ist man so erschüttert und so glücklich zugleich beim Anblick dieses tausendjährigen Haufens von Steinen und Staub in Jerusalem, in Sefad, auf den Bergen, wo Propheten über Propheten begraben liegen.“

Nach einer Reise in die Niederlande im Jahre 1932 hatte Chagall im darauffolgenden Jahr seine erste große Retrospektive in der Kunsthalle Basel. Chagall reiste 1934 nach Spanien; im selben Jahr entstand das Porträt Bella in Grün. Im Frühjahr 1935 reiste er nach Polen, wo er erkannte, dass die politische Wirklichkeit „eine Übermacht“ darstellte, der sich seine Bilder nicht mehr verschließen konnten. Für Chagall wurde in Polen zum ersten Mal die vom Dritten Reich ausgehende Bedrohung für die jüdische Welt spürbar. Chagall war tief erschüttert, als er das jüdische Viertel sah und noch mehr, als er als Augenzeuge mit ansehen musste, wie sein Freund Dubnow auf offener Straße als „Drecksjude“ beschimpft wurde.
1937 lebte Chagall in Villeneuve-lès-Avignon und reiste noch im selben Jahr nach Italien. Währenddessen wurden in Deutschland im Rahmen der Beschlagnahmeaktion für die Ausstellung „Entartete Kunst“ 59 Werke Chagalls konfisziert. 1938 erneuerte er seine Beschäftigung mit dem Thema der Kreuzigung, die ihm als höchstes Symbol für Leiden galt. Im Bild Die weiße Kreuzigung drückte er sein Entsetzen über die Judenverfolgung und den in Frankreich entflammten Antisemitismus aus. 1939 hielt sich Chagall an der Loire und in der Provence auf und erhielt den Carnegie-Preis. Während dieser Periode lähmte die nationalsozialistische Judenverfolgung in Europa sein Schaffen. In mehreren Bildern – so auch in seinem Werk Die Zeit ist ein Fluss ohne Ufer (1930–1939) – stellte Chagall die Lähmung durch ein diagonal in den Uhrenkasten gestelltes Pendel dar. Die gefährliche Zeit steht für ihn förmlich still. Als im September 1939 der Zweite Weltkrieg ausbrach, zog Chagall mit seiner Familie von der Loire ins südfranzösische Gordes, da ihm die größere Distanz zu Deutschland und dem Kriegsgeschehen auch eine gewisse Sicherheit vor einer möglichen Verhaftung und Deportation verschaffte.

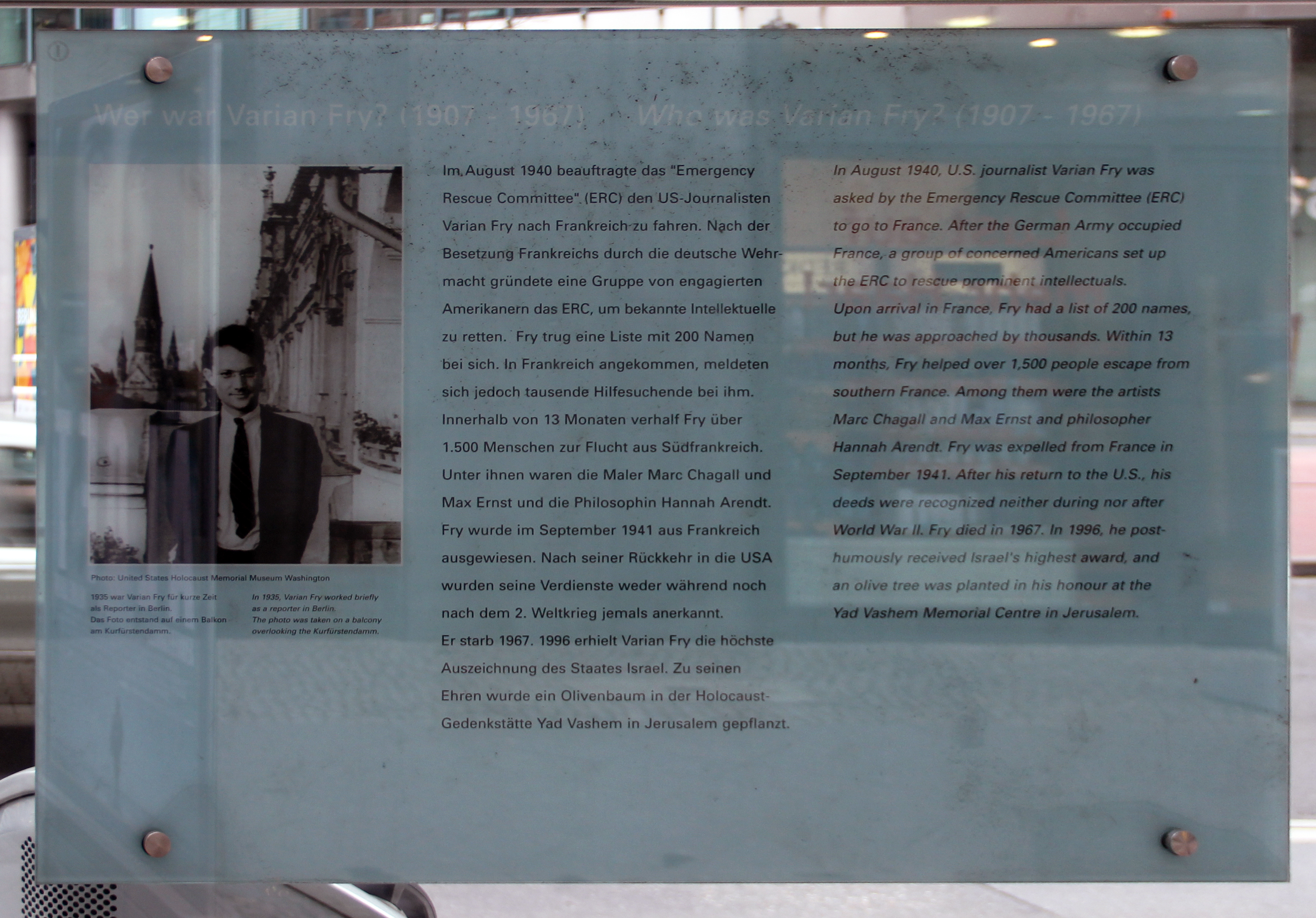
Gedenktafel Varian Fry, Potsdamer Straße 1, in Berlin-Tiergarten

„Wenn es je eine moralische Krise gab, so die der Farbe, der Materie, des Blutes und ihrer Elemente, der Worte und Töne, all jener Dinge, aus denen man ein Kunstwerk erschafft wie auch ein Leben. Denn selbst wenn man eine Leinwand mit Wülsten von Farbe bedeckt, gleichviel, ob dabei Umrisse zu erkennen sind oder nicht – und selbst wenn man Wort und Töne zur Hilfe nimmt –, so entsteht deshalb nicht unbedingt ein authentisches Kunstwerk.“

Während Chagalls Aufenthalt in Marseille wurde er 1941 bei einer Polizeirazzia festgenommen. Die drohende Auslieferung an die Deutschen konnte durch Intervention der USA knapp verhindert werden. Das Vichy-Regime bot Chagall keinen Schutz mehr. Aufgrund der Hilfe von Varian Fry, dem Leiter des Emergency Rescue Committee, verließ er mit seiner Familie, mit einer Einladung des Museum of Modern Art in der Tasche, am 7. Mai 1941 Frankreich. Am 10. Juni 1941 reisten die Chagalls auf der SS Mouzinho von Lissabon aus in die USA. Dieses Schiff war vom Joint Distribution Committee (JDC) komplett für europäische  Flüchtlinge gechartert worden, die in den USA Schutz suchten. Unter den Passagieren befanden sich auch mehr als 100 Kinder, von denen viele zuvor in Internierungslagern in Südfrankreich gelebt hatten.

„Das Wesentliche ist die Kunst, die Malerei, eine Malerei, die ganz anders ist, als alle Welt sie macht. Aber welche? Wird mir Gott oder sonst jemand die Kraft geben, dass ich den Bildern meinen Atem einhauchen kann, den Atem des Gebets und der Trauer, des Gebets um Erlösung und Wiedergeburt?“

### Auswanderung – USA
Familie Chagall traf am 23. Juni 1941, einen Tag nach dem deutschen Überfall auf die Sowjetunion, in New York ein. Nach einem kurzen Aufenthalt in Preston zogen sie in eine kleine Wohnung in New York. Dort traf Chagall auch Breton, Léger, Mondrian und Masson wieder, die schon vor ihm emigriert waren. Im Sommer des Jahres 1942 entwarf Chagall in Mexiko Bühnenbilder und Kostüme für das Ballett Aleko zur Musik von Tschaikowski, das am 10. September in Mexiko-Stadt uraufgeführt wurde. Im Sommer des Jahres 1943 hielt sich Chagall wieder in den USA auf, am Cranberry Lake (Bundesstaat New York). Das Kriegsgeschehen in Europa bewegte ihn trotz der großen räumlichen Entfernung sehr. Zum Thema Schrecken und Zerstörung durch Kriege malte er eine Reihe von Bildern, wie Der Krieg oder Die Kreuzigung in Gelb. Seine Frau Bella, die ihn zu vielen Bildern inspiriert hatte, starb am 2. September 1944 an einem Virusinfekt. Bella und die Tochter Ida waren Gegenstand vieler seiner frühen berühmten Bilder. Durch den plötzlichen Verlust seiner Frau fiel Chagall in eine Depression und war monatelang unfähig zu malen.

„In Amerika habe ich gelebt und gearbeitet in einer Zeit der weltweiten Tragödie, die alle Menschen betroffen hatte. Während die Jahre dahingingen, bin ich nicht jünger geworden. Aber ich konnte in der Atmosphäre der Gastfreundschaft Kraft schöpfen, ohne dass ich die Wurzeln meiner Kunst verleugnen musste.“

Im Jahr 1945 nahm er eine intime Beziehung zu seiner 28 Jahre jüngeren Haushälterin Virginia Haggard McNeil auf (* 1915), die ihre Tochter Jean (* 1940) mitbrachte. Virginia gebar 1946 den einzigen Sohn Chagalls, David McNeil; zu diesem Zeitpunkt war sie noch mit dem englischen Maler John McNeil verheiratet, daher erhielt David diesen Namen.
Im Frühjahr 1945 begann Chagall allmählich wieder Bilder zu malen. Darin wählte er häufig das Motiv der Braut. Noch im selben Jahr stattete er das Strawinsky-Ballett Der Feuervogel für die Metropolitan Opera in New York aus. 1946 hatte Chagall eine Retrospektiv-Ausstellung im Museum of Modern Art in New York. In einer Vorlesung im selben Jahr in der Universität von Chicago sagte er:

„Ich bin ein Maler und sozusagen ein unbewusst bewusster Maler. Es sind so viele Dinge im Reich der Kunst, für die schwer Schlüsselwörter zu finden sind. Aber warum eigentlich muss man unbedingt versuchen diese Tore zu öffnen? Manchmal scheint es, dass sie sich von selbst auftun, ohne Anstrengung, ohne überflüssige Worte.“

Diese Schlüsselwörter finden sich als stets wiederkehrende Bildzeichen in Chagalls Werken.
Seine Sehnsucht nach einem ruhigen Ort auf dem Lande, an dem er ausschließlich arbeiten und Bilder malen könnte, erfüllte sich in High Falls, einem kleinen Dorf in den Catskill Mountains nördlich von New York, das Virginia für ihn entdeckte. Trotz der erforderlichen Umbau- und Renovierungsmaßnahmen an dem einfachen Holzhaus, das er dort erwarb, fühlte sich Chagall hier sehr wohl, lebte auf und wurde durch die Natur zu einer Reihe von Bildern angeregt.
Gedrängt von Bitten seiner Tochter Ida, die nach dem Ende des Kriegs bereits den Kunstmarkt in Paris sondierte, reiste Chagall im Mai 1946 zurück in die europäische Metropole, wo sich die Kunstszene neu belebte, Galeristen um exklusive Rechte wetteiferten und Freunde und Bekannte ihn seit langem aus dem Exil zurückerwarteten. Seine Zerrissenheit zwischen der Gastheimat Amerika und seiner schöpferischen Heimat Frankreich beschreibt Chagall in einem Brief aus Paris:

„Frankreich hat sich sehr verändert. Ich kenne es nicht wieder. Ich weiß, dass ich in Frankreich leben muß, aber ich will mich von Amerika nicht trennen. Frankreich ist ein fertiges Bild. Amerika muß erst noch gemalt werden. Vielleicht ist es das, was mich dort freier atmen läßt. Aber wenn ich in Amerika arbeite, ist es, als ob ich in einen Wald rufe, aus dem kein Echo kommt…

Ich…treffe…unzählige Menschen. Unmöglich, allein zu sein und zu arbeiten…“

Trotzdem entstanden in Paris Skizzen in Gouache- und Pastelltechnik, die er in den 1950er Jahren als Ölgemälde der Pariser Serie fasste: Pont Neuf, Madonna of Notre Dame, Die Ufer der Seine, Quai mit Blumen. Chagall fühlte sich trotz vieler Begegnungen in Paris einsam und sehnte sich nach Virginia, dem einfachen Leben und High Falls zurück. Im August 1946 traf er wieder dort ein, wo in dem neu hergerichteten Atelier und unter dem Eindruck des blühenden Gartens eine Vielzahl von Bildern entstand, u. a. Green Dream, Arum Lilies, Bouquett with Flying Lovers, Die schöne Rothaarige, Selbstbildnis mit Wanduhr und Der gehäutete Ochse; im folgenden Winter malte er Die Auferstehung am Flussufer und Die Liebenden an der Brücke.
1947 hatte Chagall erneut eine Ausstellung im Musée d’art moderne de la Ville de Paris sowie weitere in Amsterdam und London. Außerdem vollendete er im selben Jahr seinen bereits 1923 begonnenen Engelsturz, in dem ein roter Engel kopfüber in die Tiefe stürzt. Nach reiflicher Überlegung beschlossen Chagall und Virginia im Sommer 1948, sich gemeinsam mit den Kindern endgültig in Frankreich niederzulassen.

### Rückkehr – Europa
Nach dieser gemeinsamen Übersiedlung im August 1948 nach Paris wohnten sie in Orgevall in der Nähe von Saint-Germain-en-Laye. Chagall hatte Ausstellungen im Stedelijk Museum in Amsterdam und in der Tate Gallery in London, außerdem erhielt er seinen ersten Preis für Grafik auf der 25. Biennale von Venedig. Noch im selben Jahr wurden Lithografien, an denen er schon in New York gearbeitet hatte, unter dem Titel Arabian Nights veröffentlicht. 1949 zog er nach Saint-Jean-Cap-Ferrat in der Nähe von Nizza an der Côte d’Azur und fertigte für das Watergate Theatre in London Wandmalereien an. Erstmals beschäftigte er sich auch mit Keramik. Eine Retrospektiv-Ausstellung fand 1950 im Kunsthaus von Zürich statt.
Schleichende Entfremdung, der Altersunterschied von 28 Jahren, Virginias Bedürfnis nach Selbstentfaltung, eigenem Raum und eigener Zeit in der Beziehung und zum anderen Chagalls Vorstellung, dass auch die Beziehung zu ihr der Kunst unterzuordnen sei, unterschiedliche Bekannten- und Freundeskreise der beiden Partner und eine sich entwickelnde Beziehung Virginias zu dem belgischen Fotografen und Musikwissenschaftler Charles Leirens führte 1952 zur Trennung des Paares. Kurze Zeit später, am 12. Juli 1952, heiratete Chagall die Russin Walentina Brodsky (1905–1993, entfernt verwandt mit Lasar Brodskyj), die er liebevoll „Wawa“ nannte. Sie beeinflusste seine weitere Schaffenskraft sehr positiv. Mit ihr reiste er nach Griechenland, um sich auf die Lithographien zu Daphnis und Chloe vorzubereiten, mit denen er vom Kunstkritiker und Verleger Tériade beauftragt worden war. Dieser veröffentlichte im selben Jahr auch die Fabeln von La Fontaine mit Chagalls Illustrationen. Es folgte 1953 eine Ausstellung im Palazzo Madama in Turin und es entstand eine Reihe von Bildern, die Chagall Paris widmete, seinem „zweiten Witebsk“. Darunter waren Bilder wie Die Seinebrücken oder Das Marsfeld.

„Wenn man in einem Bild ein Symbol entdeckt, so habe ich das nicht gewollt. Es ist ein Ergebnis, das ich nicht gesucht habe. Es ist etwas, was sich hinterher findet und was man nach seinem Geschmack deuten kann.“

1954 reiste Chagall zum zweiten Mal nach Griechenland und begann die Arbeiten an Daphnis und Chloe, die 1961 erschienen. In der Kestner-Gesellschaft in Hannover hatte Chagall 1955 eine Ausstellung, ein Jahr später folgten Ausstellungen in Basel und Bern. In Israel eröffnete er 1957 das Chagall-Haus in Haifa. Die Bibel-Illustrationen erschienen im selben Jahr bei Tériade. Außerdem stattete er das Baptisterium der Kirche von Plateau d’Assy in Savoyen aus. Im Jahre 1958 stattete er die Balletinszenierung Daphnis und Chloe von Ravel für die Pariser Oper aus und hielt sowohl in Chicago als auch in Brüssel Vorträge. Zudem entwarf er noch im selben Jahr Glasfenster für die Kathedrale von Metz. 1959 wurde Chagall Ehrenmitglied der American Academy of Arts and Letters und bekam den Ehrendoktortitel der Universität Glasgow. Zudem hatte er im selben Jahr Retrospektiv-Ausstellungen in Hamburg, München und Paris. Im Auftrag der Stadt Frankfurt gestaltete er 1958 für das Foyer des neuen Theatergebäudes des Frankfurter Schauspielhauses das Gemälde Commedia dell’Arte.

„Gott, die Perspektive, die Farbe, die Bibel, Form und Linien, Traditionen und das, was man ‚das Menschliche‘ nennt – Liebe, Geborgenheit, Familie, Schule, Erziehung, das Wort der Propheten und auch das Leben mit Christus, all das ist aus den Fugen gegangen. Vielleicht war auch ich mitunter von Zweifeln besessen, und dann malte ich eine umgestülpte Welt, ich trennte die Köpfe meiner Figuren ab, zerlegte sie in Stücke und ließ sie irgendwo im Raum meiner Bilder schweben.“

1960 konnte Chagall bereits die ersten Fenster für die Kathedrale von Metz ausführen und erhielt im selben Jahr, zusammen mit Oskar Kokoschka, den Erasmus-Preis in Kopenhagen. Im darauf folgenden Jahr bekam er von der Synagoge der Hadassah-Universitätsklinik den Auftrag, zwölf Fenster umzugestalten. So reiste er 1962 nach Jerusalem, um die Glasfenster einzuweihen. Ein Jahr später beendete er seine Arbeiten an den Fenstern für die Kathedrale von Metz. Außerdem wurde Chagall Ehrenbürger von Vence. 1963 hatte er seine ersten Retrospektiv-Ausstellungen in Tokio und Kyōto, reiste noch im selben Jahr nach Washington und stellte die Glasfenster für das nördliche Querschiff der Kathedrale von Metz fertig. 1964 reiste er nach New York und malte dort an Glasfenstern im UN-Hauptquartier und an den ersten Fenstern für die Kirche von Pocantica Hill, New York. Außerdem konnte er die Deckengemälde für die Pariser Oper fertigstellen und einweihen. Chagall führte die Glasmalerei mit seiner Malweise zu neuer Blüte. Chagall arbeitete bei seinen Glasfenstern bevorzugt mit Charles Marq aus dem Atelier Jacques Simon zusammen.
In Kassel nahm Chagall dreimal an der documenta teil: documenta 1 (1955), documenta II (1959) und documenta III (1964).
1965 arbeitete er an Wanddekorationen für Tokio und Tel Aviv. Im selben Jahr folgten Gemälde für die neue New Yorker Metropolitan Opera im Lincoln Center und eine Ausstellung im Kunstverein Ingolstadt. Chagall konnte im darauf folgenden Jahr eine Folge von acht Fenstern für die Kirche von Pocantino Hill fertigstellen und entwarf noch im selben Jahr eine Mosaikwand und zwölf Wandfelder für das israelische Parlamentsgebäude in Jerusalem. Des Weiteren konnten die beiden Wandbilder in der New Yorker Metropolitan Opera angebracht werden. Chagall zog mit seiner Familie noch im selben Jahr von Vence in ein neu erbautes Haus im benachbarten Saint-Paul-de-Vence. Außerdem schenkte Chagall dem französischen Staat 17 Bilder seiner Biblischen Botschaft. Die französische Regierung beschloss daraufhin den Bau des Musée National Message Biblique Marc Chagall in Nizza, das 1973 eröffnet wurde. Im Jahre 1967 besuchte Chagall die Premiere von Mozarts Zauberflöte, für die er 1965 Dekorationen und Kostüme entworfen hatte. Außerdem gab es zu Chagalls 80. Geburtstag zwei große Retrospektiv-Ausstellungen in Köln und Zürich sowie in der Fondation Maeght in Saint-Paul-de-Vence. Hinzu kamen die Ausstellungen Message Biblique im Louvre und Théâtre Chagall in Toulouse. Noch im selben Jahr entwarf Chagall drei über sechs Meter breite Gobelins für das Parlament in Jerusalem und begann an den Malarbeiten für die Kirchenfenster für die Kirche von Tudeley, Kent. Die Religionszugehörigkeit spielte weder für Chagall noch für seinen Auftraggeber eine Rolle; Chagall stattete Kirchen wie Synagogen gleichermaßen aus.

„Ein guter Mensch kann bekanntlich ein schlechter Künstler sein. Aber niemals wird jemand ein echter Künstler, der kein großer Mensch und daher auch kein ‚guter Mensch‘ ist.“

1968 reiste Chagall wieder nach Washington und fing an, die Glasfenster für den Nordumgang der Kathedrale von Metz zu malen. Am 4. Februar 1969 war die Grundsteinlegung für die Stiftung Message Biblique in Nizza. Im Juni desselben Jahres reiste er zur Einweihung der Gobelins im neuen Parlament nach Jerusalem. 1969 stellte er wiederholt im Kunstverein Ingolstadt aus. Im September 1970 wurden die Glasfenster im Chor der Fraumünster-Kirche in Zürich eingeweiht. Des Weiteren gab es die Ausstellung Hommage á Chagall im Pariser Grand Palais. 1972 begann der Künstler mit dem Mosaik für die First National Bank in Chicago. Im darauf folgenden Jahr wurde das Musée National Message Biblique Marc Chagall in Nizza eröffnet. Im Frühjahr 1974 reiste er nach mehr als fünfzig Jahren wieder nach Moskau und Leningrad (vormals und heute Sankt Petersburg). Im Juni desselben Jahres wurden in der Kathedrale von Reims die Fenster eingeweiht. Noch im Spätsommer reiste Chagall nach Chicago zur Einweihung seines Mosaiks Die vier Jahreszeiten.
1975 wurden Arbeiten auf Papier von Chagall in Chicago ausgestellt. Im selben Jahr reiste er nach Japan, wo in fünf Städten eine zweijährige Wanderausstellung stattfand. 1977 erhielt der Künstler vom Präsidenten Frankreichs das Großkreuz der Ehrenlegion. Im selben Jahr reiste er außerdem nach Italien und Israel.
Für die Fenster der Pfarrkirche St. Stephan in Mainz fertigte Chagall Entwürfe an. Dieser Auftrag kam durch die Vermittlung des dortigen Pfarrers Klaus Mayer zustande. Die Kirchenfenster in Mainz, wo es bereits im Mittelalter heftige Judenverfolgungen gab, sollen ein dauerhaftes Zeichen für jüdisch-christliche Verbundenheit und Völkerverständigung darstellen. Chagall konnte bis zu seinem Tod insgesamt neun Kirchenfenster fertigstellen.

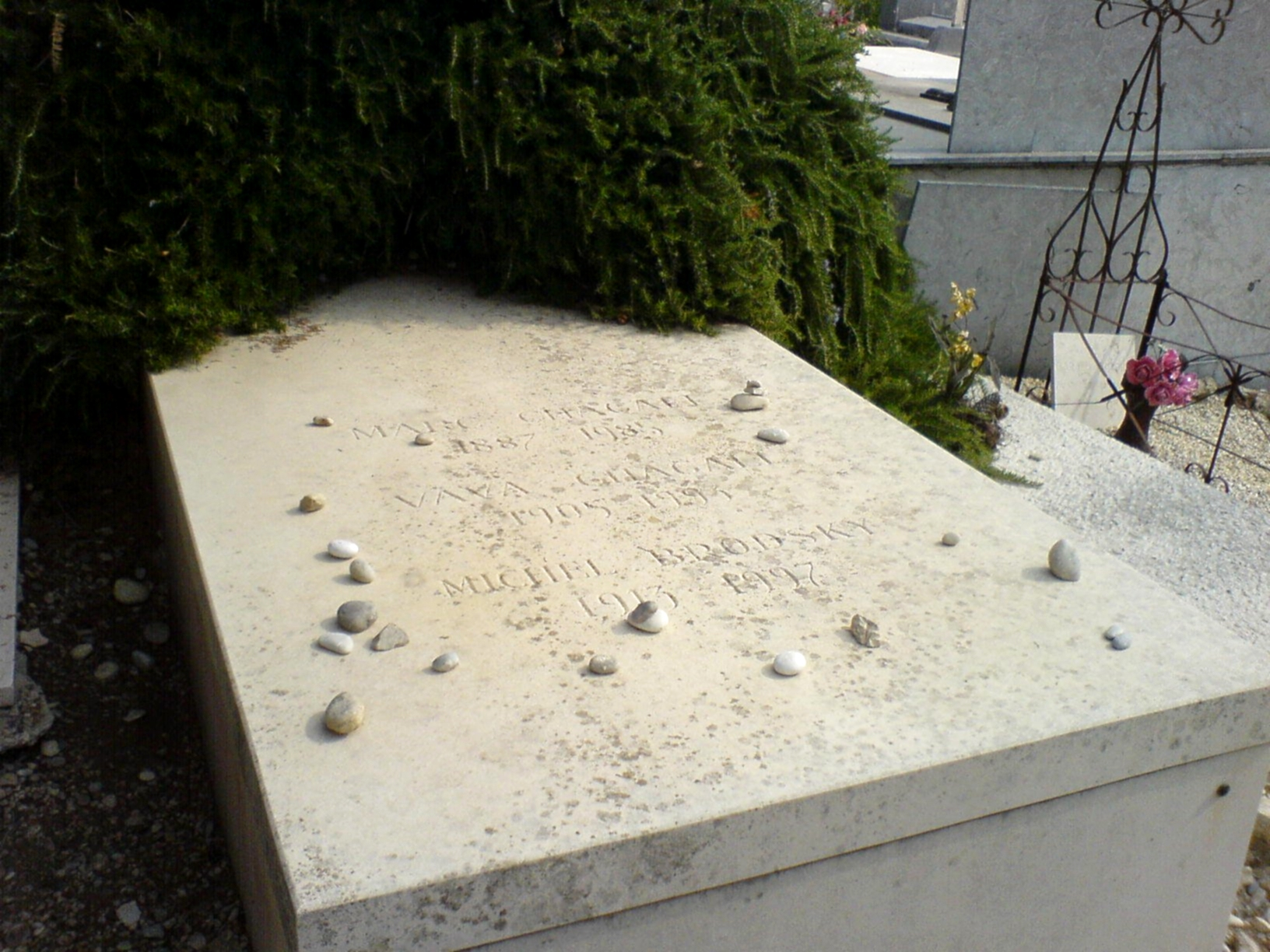
Grab von Marc Chagall in Saint-Paul-de-Vence, 2007

Es folgten Ausstellungen in Florenz (1979), in New York und Genf (1980). Die Psalmen Davids wurden 1980 im Musée National Message Biblique in Nizza ausgestellt. Im darauf folgenden Jahr gab es Grafikausstellungen in Hannover, Paris und Zürich sowie 1982 Retrospektiv-Ausstellungen im Moderna Museet in Stockholm und im Louisiana Museum of Modern Art im dänischen Humlebæk, welche bis März des darauf folgenden Jahres liefen. 1984 gab es Retrospektiv-Ausstellungen im Pariser Centre Pompidou, in Nizza, Saint-Paul-de-Vence, Rom und in Basel. Im darauf folgenden Jahr fanden zwei große Retrospektiv-Ausstellungen in der Royal Academy of Arts in London und im Philadelphia Museum of Art. statt.
Chagall war nebenher auch als Autor tätig. Neben seiner Autobiographie Ma Vie verfasste er diesbezügliche Texte, Gedichte und Artikel über Kunst und Literatur in jiddischer Sprache. Er illustrierte jiddische Bücher, u. a. von Isaak Leib Perez, Abraham Sutzkever oder David Hofstein.
Am 28. März 1985 starb Marc Chagall im Alter von 97 Jahren in Saint-Paul-de-Vence. Er wurde auf dem dortigen Friedhof in einem einfachen Steingrab beigesetzt.

## Bildzeichen in den Werken
Die Bildzeichen in Chagalls Werken werden nach Christoph Goldmann folgendermaßen gedeutet:
- Die Zirkusszenen stellen die Harmonie von Mensch und Tier dar und entfalten die Kreativität des Menschen.
- Mit dem schwebenden Paar bzw. der schwebenden Frau symbolisiert Chagall sich und seine Frau Bella bzw. seine Sehnsucht nach ihr.
- Die nackten Brüste symbolisieren für den ausgesprochenen Verehrer von Frauen sowohl Erotik als auch Fruchtbarkeit und Leben.
- Der Hahn bedeutet Fruchtbarkeit. Chagall malte ihn meistens im Zusammenhang mit Liebespaaren.
- Die Kuh – Milch, Fleisch, Leder, Horn, Kraft – steht bei Chagall für das Leben schlechthin. Ein weiteres Lebenssymbol ist der Baum.
- Das Pferd (oft auch als fliegendes Pferd bzw. fliegende Pferde dargestellt) symbolisiert die Freiheit.
- Der Eiffelturm symbolisiert den Himmel und die Freiheit.
- Fenster betonen die Freiheitsliebe Chagalls, blaue Farbtöne stehen dabei für Transzendenz.
- Der Geiger musizierte in Chagalls Heimatstadt Witebsk an den Knotenpunkten des Lebens (Geburt, Hochzeit, Tod).
- Die Häuser von Witebsk (u. a. auch in den Bildern der Pariser Zeit) symbolisieren das Heimatgefühl des Malers.
- Der Hering (oft auch als fliegender Fisch dargestellt) erinnert an die Tätigkeit von Chagalls Vater in der Fischfabrik.
- Die Pendeluhr geht zurück auf die bescheidene Wohnstube der Chagalls und stellt die Zeit dar (in der Zeit der Verfolgung an der Loire erscheint das Pendel wie in den Uhrenkasten gerammt).
- Der Kerzenleuchter symbolisiert den Shabbat (zwei Kerzen), die Menora (siebenarmiger Leuchter) oder den Chanukka-Leuchter und somit das Leben frommer Juden (Chassidim).
- Der gekreuzigte Jesus repräsentiert als Jude meist die Verfolgung der Juden in Europa durch den Nationalsozialismus.

## Werke

### Farbtafeln, Bilder

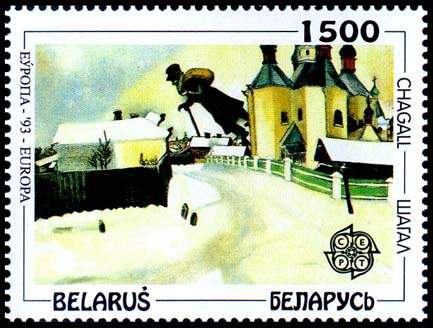
Marc Chagall: Über Witebsk (1922) auf einer Briefmarke aus Belarus, 1993

- Junges Mädchen auf einem Sofa (Mariaska), 1907, 75 × 92,5 cm
- Kirche in Marijampolė, 1907, 65 × 87,5 cm
- Der Tote, 1908, 69 × 87 cm
- Die Familie oder Mutterschaft, 1909, 74 × 67 cm
- Russische Hochzeit, 1909, 68 × 97 cm (Stiftung Sammlung E. G. Bührle, Zürich)
- Stillleben mit Lampe, 1910, 81 × 45 cm (Galerie Rosengart, Luzern)
- Das Esszimmer, 1910, 17,3 × 10,5 cm
- Der Sabbat, 1910, 90 × 90,5 cm (Museum Ludwig, Köln)
- Die Geburt, 1910, 65 × 89,5 cm (Kunsthaus Zürich)
- Die Ernte, 1910, 60 × 81 cm
- Frau mit Blumenstrauß, 1910, 64 × 53,5 cm (Sammlung Helen Seger, New York)
- Das Modell, 1910, 62 × 51,5 cm (Sammlung Ida Meyer-Chagall, Basel)
- Die Bäckersfrau, 1910–1911, 60 × 75 cm (Sammlung Rondinesco, Paris)
- Bärtiger Mann, 1911, 45 × 20 cm
- Intérieur II (Paar mit Ziege), 1911, 100 × 180 cm
- Mann am Tisch mit Katze, 1911, 20 × 28,3 cm (Museum Ludwig, Köln)
- Akt mit Kamm, 1911, 33,5 × 13,5 cm
- Akt mit erhobenem Arm, 1911, 30 × 20 cm
- Meiner Braut gewidmet, 1911, 61 × 44,5 cm
- Der Bäcker, 1911–1912, 27,9 × 18 cm
- Der Trinker, 1911–1912, 85 × 115 cm (Sammlung Hans Neumann, Caracas, Venezuela)
- Der Dichter Mazin, 1911–1912, 73 × 54 cm (Sammlung Ida Meyer-Chagall, Basel)
- Adam und Eva, 1911–1912, 27,5 × 24 cm
- Hommage à Apollinaire, 1911–1912, 209 × 198 cm (Stedelijk van Abbe-Museum, Eindhoven)
- Ich und das Dorf, 1911–1912, 191,2 × 150,5 cm (Museum of Modern Art, New York)
- Der heilige Droschkenkutscher, 1911–1912, 148 × 118,5 cm
- Rußland, den Eseln und den Anderen, 1911–1912, 156 × 122 cm (Musée National d’Art Moderne, Paris)
- Der Soldat trinkt, 1912, 110,3 × 95 cm (Solomon R. Guggenheim Museum, New York)
- Geiger im Schnee, 1912, 29 × 20 cm
- Der grüne Geiger, 1912, 195,6 × 108 cm (Solomon R. Guggenheim Museum, New York)
- Der Geiger, 1911–1914 (Kunstsammlung Nordrhein-Westfalen, Düsseldorf)
- Lisa mit der Mandoline, 1914, 38 × 50 cm (Sammlung Ida Meyer-Chagall, Basel)
- Der Zeitungsverkäufer, 1914, 98 × 78,5 cm (Sammlung Ida Meyer-Chagall, Basel)
- Festtag, 1914, 100 × 80,5 cm (Kunstsammlung Nordrhein-Westfalen, Düsseldorf)
- Der liegende Dichter, 1915, 77 × 71,5 cm (Tate Gallery, London)
- Die Uhr, 1915, 56 × 43 cm
- Das Liebespaar in Grau, 1916, 69 × 49 cm
- Bella und Ida am Fenster, 1916, 56,5 × 45 cm (Sammlung Ida Meyer-Chagall, Basel)
- Selbstbildnis, 1917, 32 × 29,5 cm
- Das Friedhofstor, 1917, 87 × 68,5 cm
- Das blaue Haus, 1917, 66 × 97 cm (Musée des Beaux Arts, Lüttich)
- Der Spaziergang, 1917–1918 (Schloss Michailowski, Sankt Petersburg)
- Schwarzwald, 1922, 43 × 29 cm
- Das Fenster, 1924, 98 × 72 cm (Kunsthaus Zürich)
- Doppelbildnis, 1924, 130 × 94 cm
- Das bäuerliche Leben, 1925, 100 × 81 cm (Buffalo AKG Art Museum, Buffalo, New York)
- Liebespaar unter Lilien, 1922–1925, 116,3 × 89,3 cm (Sammlung Evelyn Sharp, New York)
- Sonntag, 1925, 84 × 72 cm
- Der Vater am Tisch, 1925, 64 × 48,5 cm
- Der Spaziergang, 1925, 55,4 × 38,7 cm (Joachim Sedlmayr-Familienstiftung, Glarus, Schweiz)
- Kindheitserinnerungen, 1925, 79 × 84 cm (Sammlung Dr. und Mrs. William Landmann, Toronto, Kanada)
- Metzger, 1925–1926, 65 × 53 cm (Kunsthaus Zürich)
- Der Bär und der Gartenfreund, 1926–1927, 49,5 × 40 cm
- Rabbiner I. Die Prise. 2. Fassung 1923–1926 (Kunstmuseum Basel), 117 × 89,5 cm[37]
- Akt, um 1927, 51 × 64 cm (Sammlung Louis Franck, London)
- Die Kunstreiterin, 1927, 51 × 62 cm
- Der Leuchter, 1929, 100 × 81 cm
- Die Akrobatin, 1930 (Musée National d’Art Moderne, Paris)
- Die Liebenden im Flieder, 1930, 128 × 87 cm (Sammlung Richard S. Zeisler, New York)
- Mutter und Tochter in Peyra Cava, 1931, 63 × 75,5 cm
- Die Kunstreiterin, 1931, 100 × 82 cm (Stadelijk Museum, Amsterdam)
- Die Synagoge in Wilna, 1935, 83 × 63,5 cm
- Porträt Bella in Grün, 1934–1935, 100 × 81 cm (Stedelijk Museum, Amsterdam)
- Die weiße Kreuzigung, 1938, 155 × 140 cm (Art Institute of Chicago)
- Die Zeit ist ein Fluß ohne Ufer, 1930–1939, 100 × 81 cm (Museum of Modern Art, New York)
- Die Gefährten Charlots, 1937–1939, 48 × 53 cm (Sammlung Franz Meyer, Basel)
- In der Dämmerung, 1938–1943, 100 × 79 cm
- Das grüne Auge, 1944, 58 × 51 cm (Sammlung Ida Meyer-Chagall, Basel)
- Die Lichter der Hochzeit, 1945, 123 × 120 cm (Kunsthaus Zürich)
- Um sie herum, 1945, 131 × 109,5 cm (Musée National d‘Art Moderne, Paris)
- Der Engelsturz, 1923-33-47, 148 × 189 cm (Kunstmuseum Basel)
- Die Madonna mit dem Schlitten, 1947
- Die rote Sonne, 1949, 140 × 98 cm
- Die Levkojen, 1949, 78,5 × 57,5 cm (Von der Heydt-Museum, Wuppertal)
- Blumenstillleben (Mimosen und Sonne), 1949, 79 × 57 cm (Von der Heydt-Museum, Wuppertal)
- Die schöne Rothaarige, 1949, 114 × 98 cm
- Moses mit dem Gesetzestafeln, 1950, 75 × 63 cm
- König David, 1951, 197 × 133 cm
- Der Stall im Schnee, 1948–1952, 50,5 × 40,5 cm
- Paar mit Vogel, 1952, 31 × 32 cm
- Die Nacht, 1953, 146 × 114 cm
- Die Seinebrücken, 1954 (Kunsthalle Hamburg)
- Das Marsfeld, 1954/55 (Museum Folkwang, Essen)
- Das weiße Fenster, 1955, 150 × 119,5 cm
- Moses zerbricht die Gesetztafeln, 1955–1956, 228 × 156 cm
- Die Klagen des Jeremias, 1956, 32,9 × 26 cm (Musée National Message Biblique Marc Chagall, Nizza)
- Die Liebenden von Vence, 1957, 71 × 99 cm
- Die Radfahrer, 1957, 152 × 100 cm
- Das Konzert, 1957, 56 × 38 cm
- Commedia dell’arte, 1959, 2,50 × 4 m  (Städtische Bühnen Frankfurt, Foyer; seit 2023 dort nur als Reproduktion ausgestellt; seit 2025 vorübergehend im Städel Museum[38])
- Strauß und roter Zirkus, 1960, 197 × 130 cm
- Pan, 1964, 86 × 70 cm
- Der Krieg, 1964–1966, 163 × 231 cm (Kunsthaus Zürich)
- Bildnis Vava, 1966, 162 × 114 cm (Sammlung Walentina Chagall, Saint-Paul de Vence, Frankreich)
- Der Winter, 1966, 162 × 114 cm
- Bühnenbilder für Die Zauberflöte, 1967 (Metropolitan Opera, New York)[39]
- Der Zauberer 1968, 140 × 148 cm
- Les fleurs rouges (Die roten Blumen), Farblithographie, 1973, 76 × 56 cm
- Biblische Botschaft, 17 Werke (Musée National Message Biblique Marc Chagall, Nizza)
- Die große Parade, 1979/80 (Pierre Matisse Gallery, New York)
- Sonne im Himmel von Saint-Paul, 1983, 73 × 115,5 cm
- Die Liebenden am Fenster, unbekannt, unbekannt
- Über Witebsk, unbekannt, 51,5 × 64,3 cm (Israel-Museum, Jerusalem)

### Kirchen- und Synagogenfenster

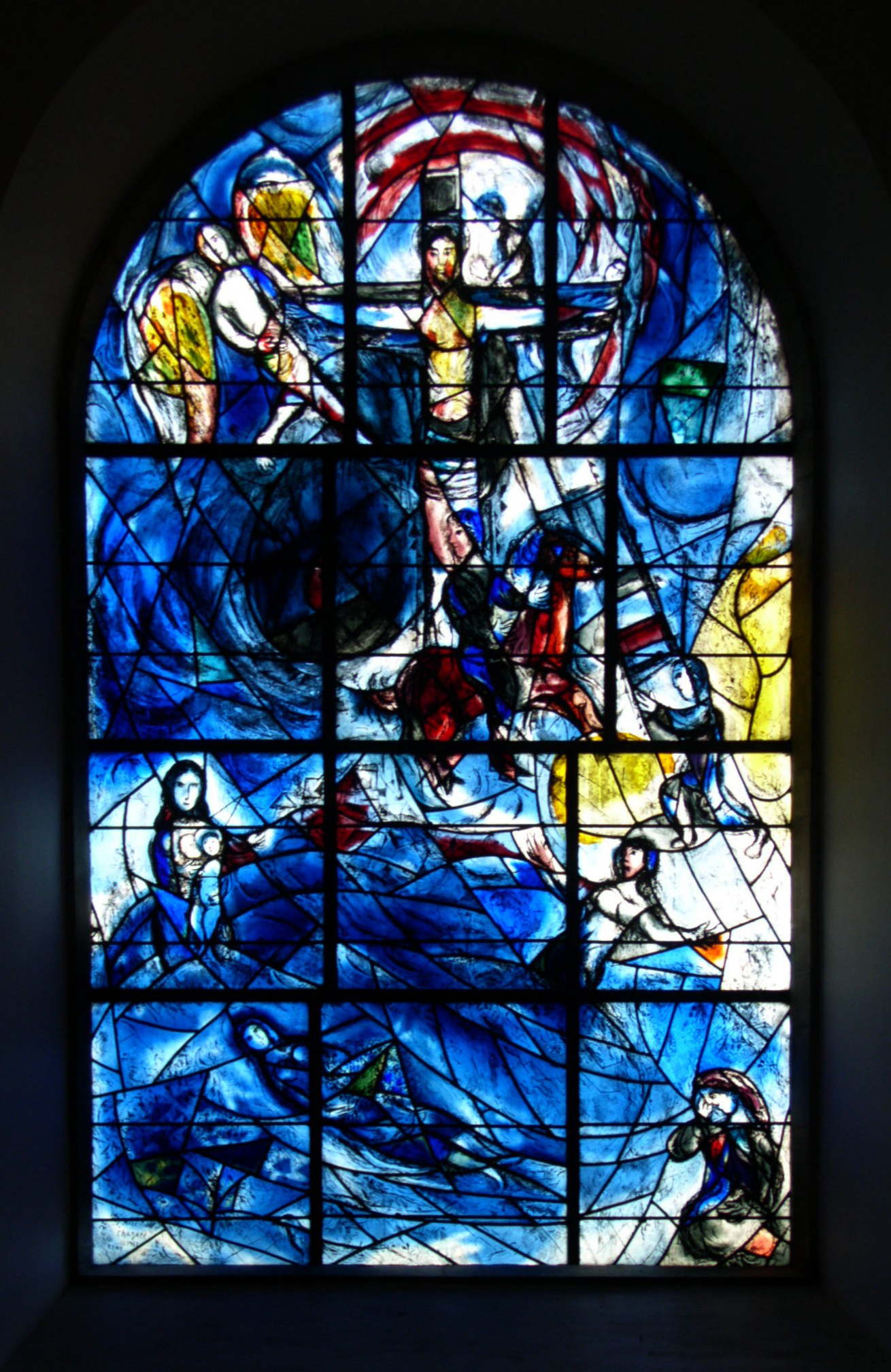
Altarfenster in der All Saints Church, Tudeley

- 12 Söhne Jakobs, 1962, (12 Fenster in der Synagoge des Hadassah-Krankenhauses in Jerusalem)
- Biblische Kirchenfenster, 1968 (Kathedrale von Metz)
- Biblische Kirchenfenster, 1970 (im Chor[40] des Fraumünsters, Zürich[41])
- Biblische Kirchenfenster, 1974 (Kathedrale von Reims)
- Biblische Kirchenfenster, darunter das monumentale, 12 m hohe und 7,5 m breite Hauptfenster „La Paix“ – „der Friede“, 1974–1976 (Franziskanerkapelle Chapelle des Cordeliers in Sarrebourg, Frankreich)[42]
- Darstellung des 150. Psalms, 1976 (Kathedrale von Chichester)
- 9 biblische Kirchenfenster, 1978–1985 (St. Stephan, Mainz)
- Kirchenfenster, 1967–1985 (All Saints Church, Tudeley, Grafschaft Kent)

### Mosaiken
- Paar mit Vogel, 1952, 21 × 32 cm (Privatbesitz)
- Die schwarze Vase, 1955, Höhe 38 cm (Privatbesitz)
- Der Prophet Elias, 1970, 715 × 570 cm (Musée National Message Biblique Marc Chagall, Nizza)
- Four Seasons, 1974, 21 × 4,3 × 3 m (Exelon Plaza, Chase Tower, Chicago)

### Druckgrafik
Gesamtanzahl der Druckgrafiken von Marc Chagall (Lithografie, Radierung, Holzschnitt):
- Lithografien: Das Werkverzeichnis von Fernand Mourlot (1960–1985) listet rund 1100 Lithografien von Marc Chagall auf.
- Radierungen: Das Werkverzeichnis von E.W. Kornfeld führt für den Zeitraum 1922–1926 123 Arbeiten (Radierungen und Holzschnitte) und das Werkverzeichnis für die illustrierten Bücher von Patrick Cramer 114 Werke, darunter große Radierzyklen wie zu Gogols „Die toten Seelen“ (insgesamt 107 Radierungen), zur Bibel (105 Radierungen), La Fontaines Fabeln (100 Radierungen) und weitere Serien auf.
- Holzschnitte: Chagall schuf 24 Farbholzschnitte zum Buch „Poèmes“ (1968).

Grafikserien von Marc Chagall:
- La Bible (1931–1939, publiziert 1956 bei Tériade). Radierungen zu alttestamentarischen Themen, entstanden teils in Zusammenarbeit mit dem Pariser Verleger Ambroise Vollard.
- Fables de La Fontaine (1927–1930, publiziert 1952). 100 Radierungen zu den Fabeln von Jean de La Fontaine, ebenfalls im Auftrag von Vollard begonnen.
- Daphnis et Chloé (Lithographien, 1957–1961, publiziert 1961 bei Tériade). Ein Zyklus von 42 Farblithographien zu dem antiken Hirtengedicht von Longos. Besonders für die Intensität und Leuchtkraft der Farben berühmt.
- Cirque (1967, publiziert bei Tériade).  Serie von 38 Farblithographien, die das Zirkusmilieu in Chagalls charakteristischer Traum- und Farbpoesie darstellt.

## Rezeption
- Der Dichter Guillaume Apollinaire (1880–1918) bezeichnete Chagall als Mitbegründer des Surrealismus.[43]
- Anlässlich der Pressekonferenz zum Schwabinger Kunstfund im November 2013 wurde eine bisher unbekannte Gouache von Chagall, Allegorische Szene, die nicht im Werkverzeichnis des Malers aufgeführt ist, gezeigt. Sie war Bestandteil des von den Alliierten 1945 beschlagnahmten Konvoluts des Kunsthändlers Hildebrand Gurlitt und ist dort unter der Inventarnummer 2004/4 gelistet. Gegenüber den amerikanischen Behörden gab Gurlitt im Juni 1945 an, das Bild stamme aus dem Besitz seiner Schwester, die eine Schülerin Chagalls gewesen sei. 1950 hingegen übergab er einen Brief des Malers Karl Ballmer, in dem dieser bestätigte, ihm sowohl dieses Bild wie auch Picassos Damenbildnis mit zwei Nasen im Jahr 1943 in der Schweiz geschenkt zu haben. Am 25. Januar 1951 wurden beide Bilder an Gurlitt zurückgegeben.[44][45] Im Dezember 2013 gab es eine weitere Meldung, dass das Bild aus der Sammlung der deutsch-jüdischen Familie Blumstein aus dem lettischen Riga stamme und 1941 von der Gestapo beschlagnahmt worden sei.[46] Die Provenienzforscherin Meike Hoffmann schätzt, dass das Bild Mitte der 1920er Jahre entstanden sei und weist ihm einen „ganz besonders hohen kunsthistorischen Wert“ zu.[47]
- Der im Jahr 1969 eröffnete Chagall-Saal des israelischen Parlaments Knesset wurde nach ihm benannt.
- Der Asteroid des äußeren Hauptgürtels (2981) Chagall ist nach ihm benannt.[48]

## Darstellung Chagalls in der bildenden Kunst (Auswahl)
- Otto Th. W. Stein: Porträt Marc Chagall (Lithographie um 1925)

## Auszeichnungen

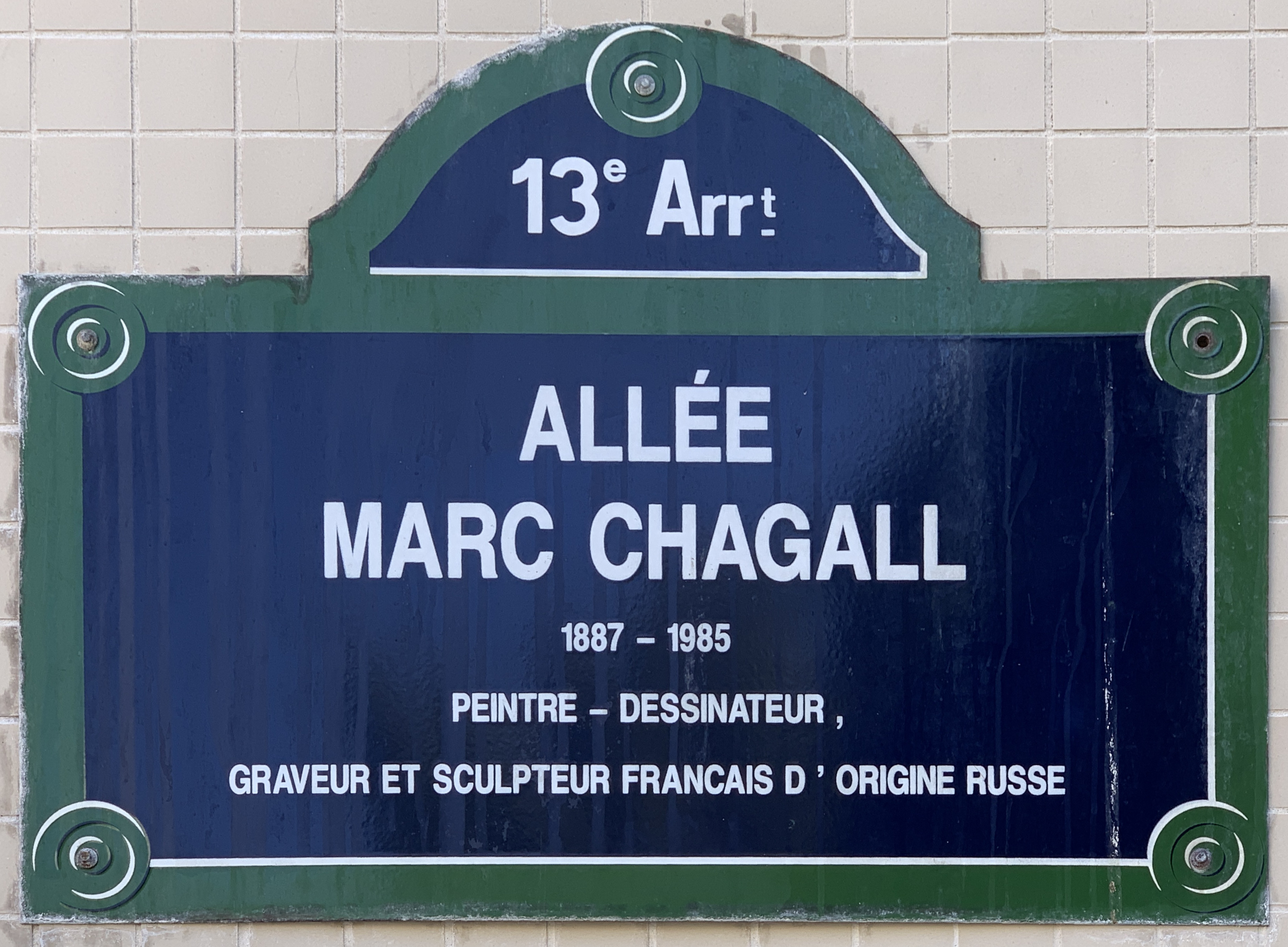
Straßenschild der Allée Marc Chagall in Paris

- 1939: Carnegie Prize for artists (Carnegie-Preis für Malerei) des Carnegie Museum of Art in Pittsburgh, Pennsylvania, USA
- 1959: Ehrenmitglied der American Academy of Arts and Letters
- 1959: Ehrendoktor der University of Glasgow, Großbritannien
- 1960: Erasmus-Award (Erasmus-Preis), Kopenhagen, Dänemark
- 1962: Ehrenbürger der französischen Stadt Vence
- 1974: Assoziiertes Mitglied der Académie royale des Sciences, des Lettres et des Beaux-Arts de Belgique[49]
- 1975: Ehrendoktor der Hebräischen Universität Jerusalem
- 1977: Großkreuz der Ehrenlegion
- 1981: Wolf-Preis für Malerei
- 1981: Ehrenbürger der Stadt Mainz[50]